# Asperdaphne
Asperdaphne é um gênero de gastrópodes pertencente a família Raphitomidae.

## Espécies
- Asperdaphne albovirgulata (Souverbie, 1860)
- Asperdaphne bastowi (Gatliff & Gabriel, 1908)[3]
- Asperdaphne bela Hedley, 1922[4]
- Asperdaphne bitorquata (Sowerby III, 1896)[5]
- Asperdaphne desalesii (Tenison-Woods, 1877)[6]
- Asperdaphne elegantissima (Schepman, 1913)[7]
- Asperdaphne esperanza (May, 1911)[8]
- Asperdaphne laceyi (Sowerby III, 1889)[9]
- Asperdaphne legrandi (Beddome, 1883)[10]
- Asperdaphne moretonica (Smith E. A., 1882)[11]
- Asperdaphne paramoretonica B.-Q. Li & X.-Z. Li, 2014
- Asperdaphne peradmirabilis (Smith E. A., 1879)[12]
- Asperdaphne perissa (Hedley, 1909)[13]
- Asperdaphne perplexa (Verco, 1909)[14]
- Asperdaphne plutonos Thiele, 1925
- †Asperdaphne recticostulata Yokoyama, 1922
- Asperdaphne sculptilis (Angas, 1871)[15]
- Asperdaphne subzonata (Smith E. A., 1879)[16]
- Asperdaphne suluensis (Schepman, 1913)[17]
- Asperdaphne tasmanica (Tenison-Woods, 1877)[18]
- Asperdaphne trimaculata Cotton, 1947[19]
- Asperdaphne ula (Watson, 1881)[20]
- Asperdaphne versivestita (Hedley, 1912)[21]
- Asperdaphne vestalis (Hedley, 1903)[22]
- Asperdaphne walcotae (Sowerby III, 1893)[23]

Espécies trazidas para a sinonímia
- Asperdaphne aculeata (Webster, 1906): sinônimo de Pleurotomella aculeata (Webster, 1906)
- Asperdaphne albocincta G.F. Angas, 1871: sinônimo de Apispiralia albocincta (G.F. Angas, 1871)
- Asperdaphne amplecta Hedley, 1922: sinônimo de Pleurotomella amplecta (Hedley, 1922)
- Asperdaphne angasi Hedley, 1903: sinônimo de Asperdaphne sculptilis (Angas, 1871)
- †Asperdaphne balcombensis Powell 1944: sinônimo de †Pleurotomella balcombensis (Powell, 1944)
- Asperdaphne brenchleyi (Angas, 1877): sinônimo de Pleurotomella brenchleyi (Angas, 1877)
- Asperdaphne capricornea Hedley, 1922: sinônimo de Pleurotomella capricornea (Hedley, 1922)
- Asperdaphne compacta Hedley, 1922: sinônimo de Pleurotomella compacta (Hedley, 1922)
- †Asperdaphne contigua Powell, 1944: sinônimo de †Pleurotomella contigua (Powell, 1944)
- Asperdaphne expeditionis Dell, 1956: sinônimo de Pleurotomella expeditionis (Dell, 1956)
- Asperdaphne hayesiana (Angas, 1871): sinônimo de Pleurotomella hayesiana (Angas, 1871)
- †Asperdaphne rothauseni Gürs, 1998: sinônimo de †Pleurotomella rothauseni (Gürs, 1998)
- Asperdaphne rugosa Laseron, 1954: sinônimo de Pleurotomella rugosa (Laseron, 1954)
- Asperdaphne sculptilior Tenison-Woods, 1879: sinônimo de Asperdaphne desalesii (Tenison-Woods, 1877)
- Asperdaphne sexdentata Pritchard & Gatliff, 1899: sinônimo de Asperdaphne desalesii (Tenison-Woods, 1877)
- Asperdaphne sepulta Laseron, 1954: sinônimo de Pleurotomella sepulta (Laseron, 1954)
- Asperdaphne tasmanica May, 1916: sinônimo de Asperdaphne bela Hedley, 1922
- Asperdaphne vercoi (G. B. Sowerby III, 1896): sinônimo de Pleurotomella vercoi (G.B. Sowerby III, 1896)